# Проспект Богатяновский Спуск
Богатяновский Спуск — один из проспектов города Ростова-на-Дону.
Проспект начинается на юге с Береговой улицы (рядом с часовней Фёдора Ушакова) в форме изогнутого полукруга (выпуклой частью к востоку) и продолжается по прямой в северном направлении до улицы Большая Садовая (рядом с Музыкальным театром), примыкая к ней, образуя перекрёсток, с переходом в Кировский проспект.

## История

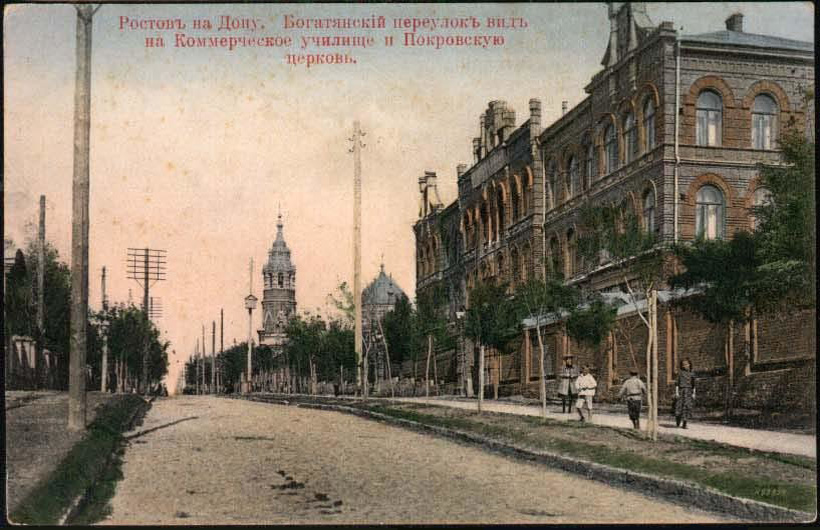
Богатяновский спуск до революции, справа: Коммерческое училище и Покровская церковь (ныне не существует).

По преданию, в 1695 году, во время первого похода на Азов, по пути вдоль правого берега Дона, Пётр I остановился около источника и напился воды, назвав его «Богатый источник». С тех пор этот источник так и называется Богатым, от него произошло название слободы Богатяновка, которая впоследствии здесь образовалась. В 1749 году по указу императрицы Елизаветы Петровны напротив урочища, называемого «Богатый колодезь», была учреждена таможня для ведения заграничной торговли. На следующий год на берегу Дона напротив Богатого источника была устроена пристань. А в 1761 году по соседству с таможней была учреждена крепость Святого Дмитрия Ростовского взамен упраздненной крепости Святой Анны недалеко от Старочеркасска. До середины XIX века источник представлял собой три колодца. В 1865 году Ростовское городское управление, а также купцы — Т. П. Кукса, С. Н. Кошкин и Г. В. Дмитриев, заключили договор на устройство водопровода из источника. В конце этого же года была произведена первая подача воды из него.
В 1870-х годах, когда были срыты валы и засыпаны рвы ликвидированной в 1835 году Ростовской крепости, началась застройка городского Большого проспекта (ныне Ворошиловский проспект). Примерно в эти годы на планах города появился и Богатяновский проспект. Вскоре на нём было построено здание Коммерческого училища и так называемая «Еврейская больница» (в настоящее время Больница № 4). К концу XIX века появились колбасный и другие заводы, мастерские, депо электрического трамвая. С 1901 года по проспекту началось трамвайное движение. В годы первой русской революции на Богатяновском спуске проходили шествия рабочих Владикавказских железнодорожных мастерских. После Октябрьской революции, за время предвоенных пятилеток, на проспекте были построены вагоноремонтный завод, ветлечебница, ипподром. Около «Богатого источника» появились водные станции. Вода из него, в частности, служила для наполнения бассейна «Спартак».

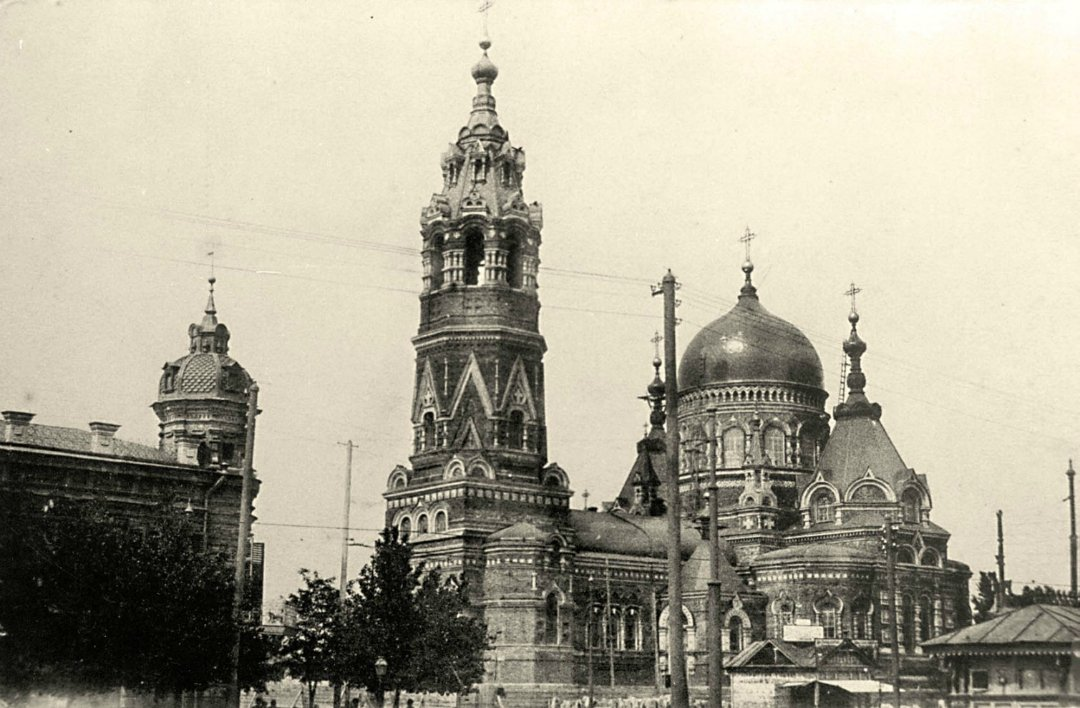
Покровский храм

В советское время проспект был переименован в Кировский, но затем снова получил первоначальное имя. В августе 1988 года благодаря архитектору Л. Волошиновой и искусствоведу В. Черницыной на «Богатый источник» был составлен паспорт как на памятное место, связанное с основанием города Ростова-на-Дону, и памятник гидротехнического сооружения. В 1996 году при поддержке администрации Кировского района источник был реконструирован по проекту архитектора Б. Пивторака. Осенью этого же года состоялось торжественное открытие «Богатого источника» и на нём была установлена мемориальная доска.
Интересно, что пересечении Богатяновского спуска с Большой Садовой улицей располагалась площадь Покровского Базара, где в начале XX века был построен по проекту архитектора Н. Соколова Покровский храм. В конце 1930-х годов, в связи с сооружением памятника С. Кирову и разбивкой Кировского сквера, храм был разобран.

## Фотогалерея

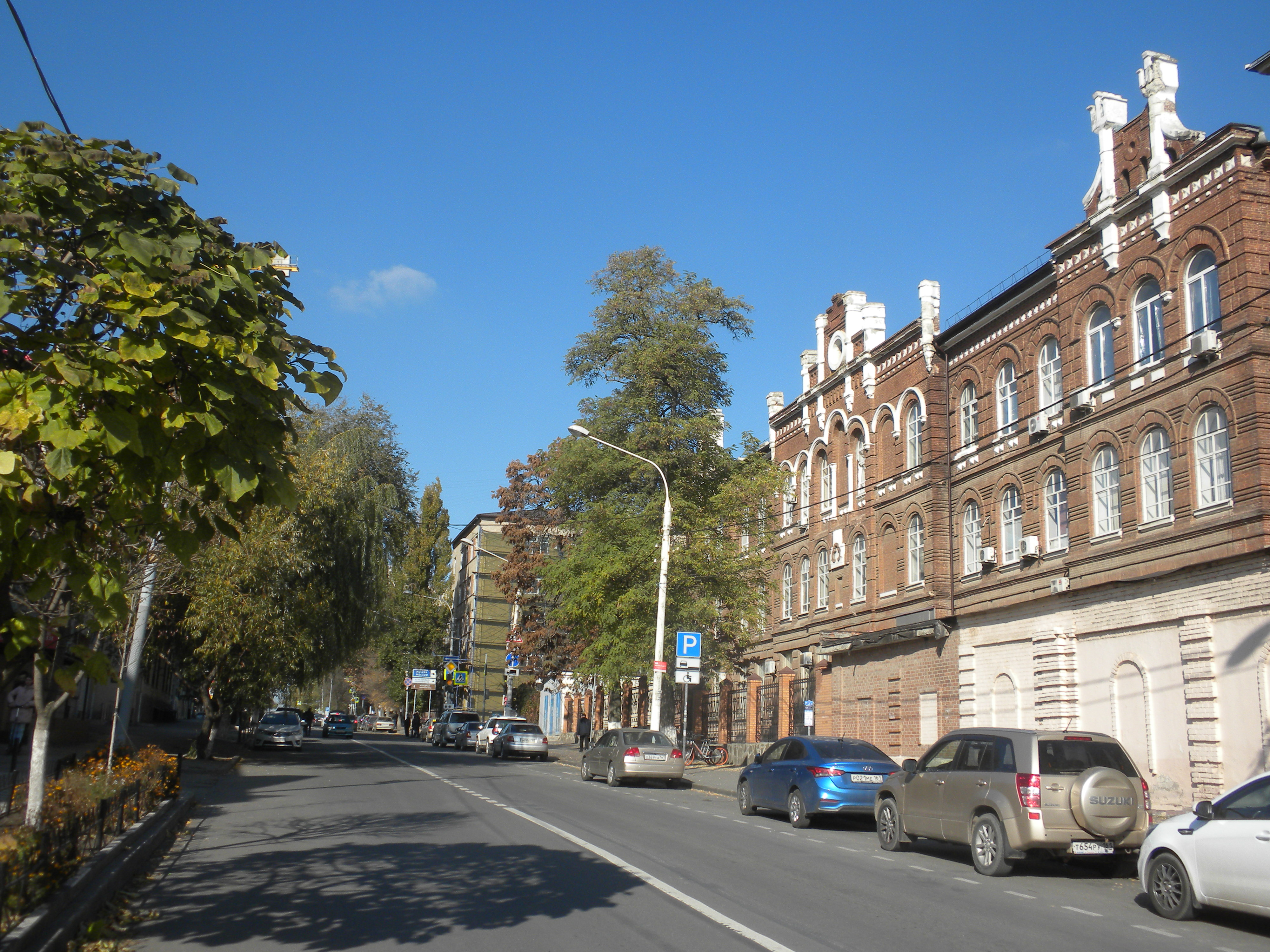
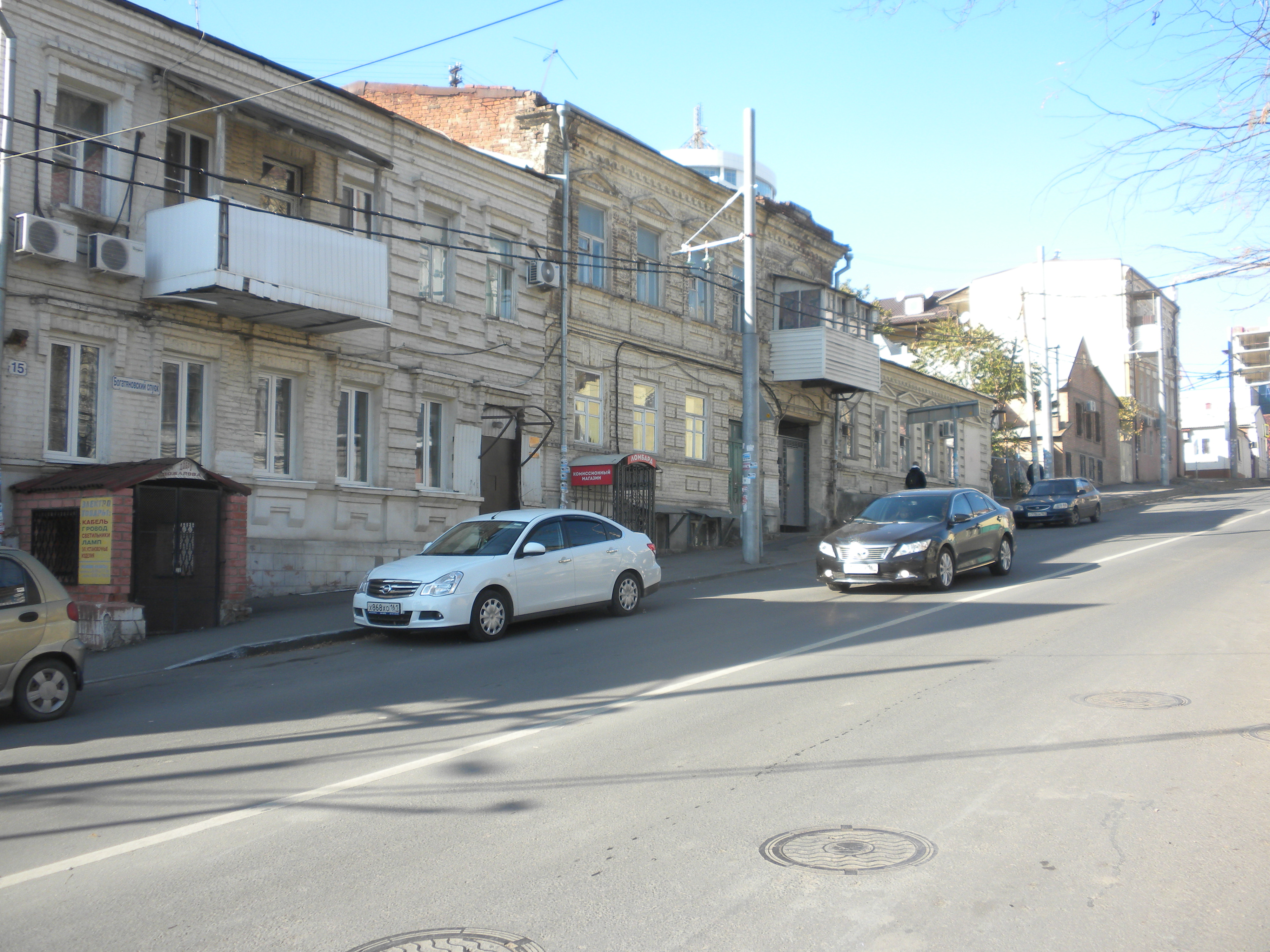
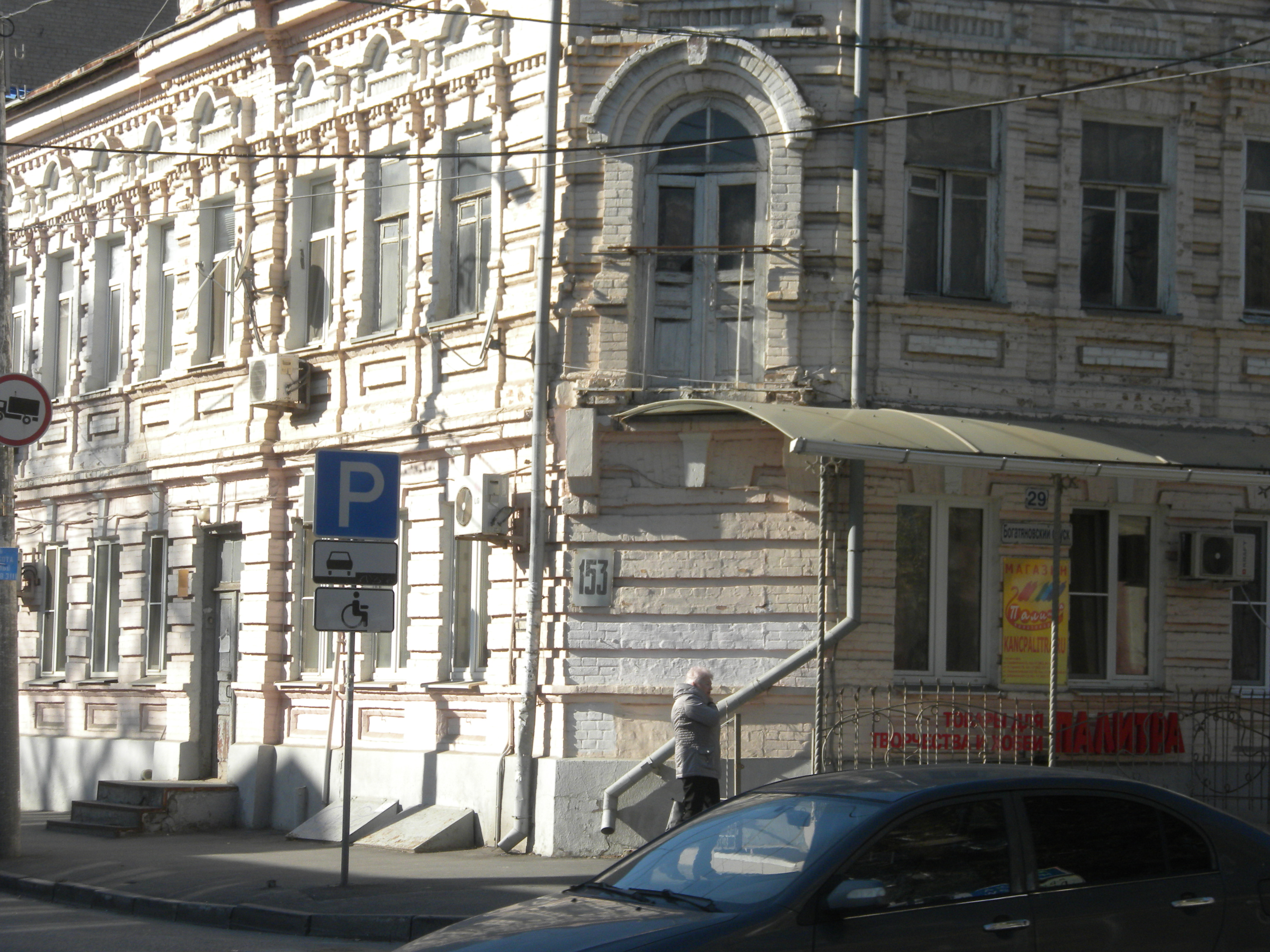
Перекрёсток с улицей Социалистической
Космонавт — фрагмент мозаичного панно в подземном переходе на пересечении улицы Большой Садовой и проспекта Богатяновский Спуск (Кировский)